# 이준의
이준의(李俊儀, ? ~1174년(명종 4년) 고려 후기의 무신인데, 본관은 전주이며, 무신정변을 일으킨 이의방과 태조 이성계의 6대조인 이린의 형이다. 그러므로 이의방과 더불어 조선 태조 이성계의 6대조 백부가 된다. 조위총의 난때 동생인 이의방이 제거될 때 정중부 세력에 의해 제거되었다.

## 생애
1170년 9월 기묘일 왕이 수문전(修文殿)에 거둥하자 이준의(李俊儀)·정중부(鄭仲夫)·이의방(李義方)·이고(李高)가 시종하고. 이준의를 좌승선(左承宣)·급사중(給事中)에 임명되었다.
1171년 9월 무자일 이준의(李俊儀)와 문극겸(文克謙)은 대성(臺省)의 직책까지 겸하여 궁중에서 권력을 제멋대로 부리고 있으니 겸직을 해제하시기 바랍니다."
왕이 이 건의를 따랐으나 이준의와 문극겸에 대한 건의는 허락하지 않았다. 이튿날 간관들이 대궐문에 엎드린 채 극력 간쟁하자, 이준의가 술기운을 빌려 순검군(巡檢軍)을 시켜 간관들에게 모욕을 주게 했다. 이 말을 들은 왕이 이준의를 불러 좋은 말로 타이르고 간관들은 황성(隍城)에 가두었다.
1171년 9월 경인일 앞서 간쟁에 나섰던 김신윤(金莘尹)을 판대부사(判大府事)로, 김보당(金甫當)을 공부시랑(工部侍郞)으로, 이응초(李應招)를 예부원외랑(禮部員外郞)으로, 최당은 전중내급사(殿中內給事)로 각각 좌천시키고, 이준의를 위위소경(衛尉少卿)으로, 문극겸을 대부소경(大府少卿)으로 각각 고쳐 임명했다.
하루는 근신들이 왕을 축수하는 잔치를 열었는데 한밤중이 되도록 끝나지 않고 자리가 점점 소란스러워졌다. 문극겸이 왕에게 “이것이 바로 전 왕이 폐위 된 원인인데 어찌 경계하지 않으십니까?”고 간하고서 내전으로 들게 해 결국 연회가 끝나 버리자 이준의가 성을 내며 욕설을 퍼부었다.
1171년 10월 을사일 밤에 궁궐에 화재가 났다. 부근 절의 승려들과 부위(府衛)의 군인들이 궁궐로 달려가 불을 끄려고 했는데 당시 정중부(鄭仲夫)와 이준의(李俊儀) 등이 궐내에서 숙직하고 있었다. 이의방 형제는 변란이 발생할까 겁을 낸 나머지 대궐로 달려와 자성문(紫城門)을 닫아걸고 불 끄러 오는 사람을 아무도 넣어주지 않았으므로 궁궐이 모두 타버렸으며, 산호정(山呼亭)으로 몸을 피한 왕은 슬피 통곡했다.
1172년 6월 임술일 왕이 보살계(菩薩戒)를 받았다. 좌승선(左承宣) 이준의(李俊儀)가 다음과 같이 건의했다.“각 주(州)가 관할하고 있는 53현(縣)에 각기 감무(監務)를 두고, 안동 관할의 보주(甫州 : 지금의 경상북도 안동시)는 태자의 태실(胎室)이 있는 곳이므로 현령(縣令)으로 승격시키고, 고성현(固城縣 : 지금의 경상남도 고성군)에는 위(尉) 1명을 더 배치하소서.”왕이 신하들에게 의논하게 했는데, 당시 이준의 권세가 높고 성질이 또한 고약한지라 아무도 옳고 그름을 따지지 못했다.
1173년 4월 왕이 대내(大內)로 들어가게, 우승선(右承宣) 이준의(李俊儀)가 화를 내어 문극겸을 꾸짖었다. 이의방(李義方)은 기생을 데리고 중방(重房)에 들어가 여러 장수들과 함께 멋대로 마시고 떠들며 북을 치니, 그 소리가 대내에 들렸지만 조금도 두려워하거나 꺼려하지 않았다.
1173년 9월 계묘일 안북도호부(安北都護府)에서 김보당(金甫當) 등을 체포해 보내니, 이의방(李義方)이 큰 거리에서 그를 처형한 후 모든 문신들도 다 살해했다.
당초 김보당이 거사를 모의할 때, 내시 진의광(陳義光)과 배윤재가 그 사실을 알았는데, 김보당이 처형당하면서, “문신된 자로 누가 이 모의에 참여하지 않았겠는가?”라고 거짓으로 자백했다. 이 때문에 불과 열흘 만에 모든 문사들을 살육하거나 강물에 던져 익사시켜버리니 언제 죽을지 모른다는 두려움으로 온 나라가 흉흉해졌다. 승선(承宣) 이준의(李俊義)와 진준(陳俊)은 이러한 일이 옳지 않음을 깨닫고 이의방에게 살육을 중지하라고 요구했으며 낭장(郞將) 김부(金富)도 정중부와 이의방에게 이렇게 건의했다.
“하늘의 뜻과 사람의 마음은 알거나 헤아릴 수 없는 법입니다. 의리를 내팽개친 채 힘만 믿고서 관리들을 마구 학살한다면 김보당 같은 이가 자꾸 생겨날 것입니다. 우리들 중에 자식을 둔 이가 문관들과 통혼하여 그들의 마음을 안정시키는 것이 원대한 계책이 될 것입니다.”
많은 무신들이 그 말대로 하자 그 후로는 참화가 차츰 그치게 되었다. 이의민 등이 계림으로 가서 의종을 시해했다. 또 이듬해에는 왕이 정중부에게 문하시중(門下侍中) 벼슬을 주었다. 이에 앞서 이의방이 이고와 채원(蔡元)을 미워한 나머지 핍박해 죽이는 일이 벌어지자 정중부는 자기도 화를 입을까 우려해 관직에서 물러나려고 두문불출했다.
이의방 형제가 술을 들고 그 집을 찾아가 성의를 표하자 정중부가 맞아들여 모든 사실을 털어놓았다. 이의방 등이 간곡한 말로 맹세하면서 부자관계까지 맺자 그제야 정중부가 마음을 놓았다. 그러나 정중부의 아들인 지병마사(知兵馬事)·상장군(上將軍) 정균(鄭筠)이 비밀리에 승려 종참(宗旵)을 꾀어 이의방 형제를 암살하려 했다. 종참은 정균을 이 음모의 핵심인물로 추대해 왕과 가까이 지내도록 했으며 정균은 후궁까지 제멋대로 출입하다가 결국 승선(承宣)에까지 올랐다.
정중부는 성질이 본래 탐욕스러워 끊임없이 재물을 탐했다. 시중이 되자 전원(田園)을 크게 늘였으며 가동(家僮)과 문객(門客)들이 권세를 믿고 온갖 횡포를 부리는 바람에 모든 백성들이 고통을 받았다.
1174년 1월 귀법사(歸法寺) 승려 백여 명이 도성의 북문으로 침범해 들어와 선유 승록(宣諭僧錄) 언선(彦宣)을 죽이는 사건이 일어났다. 이의방이 군사 천여 명을 거느리고 승려 수십 명을 쳐죽이자 나머지는 뿔뿔히 흩어져 도망갔으나 관군의 사상자도 많았다. 이튿날 중광사(重光寺)·홍호사(弘護寺)·귀법사(歸法寺)·홍화사(弘化寺) 등 여러 사찰의 승려 2천여 명이 도성의 동문에 집결했는데 성문이 닫혀 들어가지 못하자 도성 밖 민가를 불지른 후, 숭인문(崇仁門)까지 불태우고 들어가 이의방 형제를 죽이려 했다. 이의방이 이를 알고 부병(府兵)을 불러 모아 이들을 쫓아내고 승려 1백여 명을 죽였으나 부병도 전사자가 많이 났다. 이의방은 부병을 시켜 도성의 각 문을 분담해 지키면서 승려의 출입을 금지시키는 한편 또 부병을 보내 중광사·홍호사·귀법사·용흥사(龍興寺)·묘지사(妙智寺)·복흥사(福興寺) 등의 사찰을 파괴했다.
형인 이준의(李俊儀)가 이를 제지했으나 이의방은 성을 내며, “만약 형님 말씀대로 하면 일이 이루어지지 않습니다.”라고 뿌리친 후 사찰들을 불태우고 재물과 기명을 빼앗아 돌아왔다. 승려의 무리들이 중도에서 습격해 탈취해간 물건들을 되찾아 갔는데 이 싸움에서 많은 부병이 전사했다. 이준의가 이의방더러,
“너는 세 가지 큰 잘못을 저질렀다. 임금을 쫓아낸 뒤 시해하고 그 집과 애첩을 차지한 것이 첫째 잘못이고, 태후의 여동생을 위협해 간통한 것이 두 번째 잘못이며, 국정을 제 마음대로 처리한 것이 세 번째 잘못이다.”
라고 꾸짖었다. 이의방이 대노해 칼을 뽑아 형을 죽이려 하자 문극겸(文克謙)이 나서,
“동생이 형을 죽이는 것은 세상에서 가장 큰 죄악이니 무슨 면목으로 사람들을 보려하오? 내 말을 듣지 않으려거든 먼저 나부터 죽이시오.”
라고 말렸다. 이의방은 문극겸과 친한데다 또 자기 동생 이린(李隣)이 문극겸의 사위였으므로 그 말을 따랐다.
이준의가 서쪽 문을 통해 달아나자 이의방은 칼로 자신의 가슴을 가르고 쓰러졌다. 정중부가 “형제가 궁중에서 싸우는 것이 될 법이나 한 일인가?” 하며 이준의를 체포해 죽이려고 했으나 그 소식을 들은 정중부의 처가 사람을 시켜 이의방 형제의 일에 간여할 필요가 없다고 만류하는 바람에 이준의는 죽음을 면했다. 그러나 그 후 이준의의 집에는 친구라도 찾아가지 못했고 문객들도 뿔뿔이 흩어져 버렸다. 뒤에 이준의가 이의방을 찾아가 사죄했고 이의방도 역시 몰래 이준의를 찾아가 사과했다.
1174년 12월 이의방이 우연히 선의문(宣義門) 밖에 나가자, 정균(鄭筠)이 중 종참(宗旵) 등을 은밀히 꾀어, 호소할 일이 있다고 핑계대며 이의방의 뒤를 따르다가 틈을 엿보아 참살(斬殺)하게 하였다. 그리고는 군사를 나누어 이준의(李俊儀) 형제 및 그의 일당인 고득원(高得元)·유윤원(柳允元) 등을 잡아다가 모두 죽였다. 왕이 군중(軍中)에서 놀라 소요할까 염려하여 유응규(庾應圭)를 보내어 타이르게 하였으나, 군중에서는 모두 문신(文臣)들이 중의 무리들을 사주하여 변란을 만들었다고 의심하여 윤인첨을 죽이려고 하므로, 유응규가 돌아와 보고하자, 정중부(鄭仲夫)가 사람을 보내어 그 뜻을 설명하였는데, 그런 뒤에야 (군중의 소란이) 그쳤다. 중의 무리들이 적신(賊臣)의 딸을 동궁(東宮)의 배필(配匹)로 삼을 수 없다고 하면서 이의방의 딸을 내쫓도록 주청하고, 드디어 보제사(普濟寺)에 모여 출발하지 않으니, 왕이 지주사(知奏事) 이광정(李光挺)과 좌부승선(左副承宣) 문극겸(文克謙)을 보내어 위로하고 타일렀다.

## 가족 관계
- 조부 : 호장 이궁진(戶長 李宮進)
- 조모 : 미상
  - 아버지 : 무신 이용부(武臣 李勇夫)
  - 어머니 : 이씨(李氏)
    - 문신 : 승선 이준의(承宣 李俊儀, ? ~1174)
    - 부인 : 미상
    - 동생 : 이의방(李義方)
    - 동생 : 이린(李隣)
    - 동생 : 이거(李琚)

## 이준의가 등장한 작품
- 《무인시대》(KBS 드라마, 2003년~2004년, 배우:김동현)